# Pekel (gmina Trebnje)
Pekel – wieś w Słowenii, w gminie Trebnje. W 2018 roku liczyła 59 mieszkańców.